# سیارک ۵۱۸۵
سیارک ۵۱۸۵ (به انگلیسی: 5185 Alerossi، نامگذاری:1990RV2) پنج هزار و صد و هشتاد و پنجمین سیارک کشف شده‌است که در ۱۵ سپتامبر ۱۹۹۰ کشف شد.
قدر مطلق سیارک برابر ۱۲٫۲۰ است.